# Plicatula gibbosa
Plicatula gibbosa is een tweekleppigensoort uit de familie van de Plicatulidae. De wetenschappelijke naam van de soort werd in 1801 voor het eerst geldig gepubliceerd door Jean-Baptiste de Lamarck.

Linker klep